# Vall de Conangles
La vall de Conangles, també coneguda com a vall de Sant Nicolau, és una vall situada al sud dels Pirineus axials i té una orientació est-oest. Forma part del circ de capçalera de la vall de Barravés, articulada al voltant del naixement de la Noguera Ribagorçana. El desnivell de la vall oscil·la entre els 1.556 metres del refugi de Conangles fins als 2.887 del Tuc des Estanhets. Per llevant resta oberta a la vall de Barravés. La vegetació de la vall correspon successivament, a mesura que es va guanyant alçada, als estatges montà, subalpí i alpí.
La part superior de la vall està inclosa dintre de la zona perifèrica del Parc Nacional d'Aigüestortes i Estany de Sant Maurici. La totalitat de la vall de Conangles està inclosa dintre del municipi de Vielha e Mijaran, a la comarca de la vall d'Aran, encara que geogràficament pertany a la conca de la Noguera Ribagorçana.
El refugi de Conangles es troba a la base de la vall, a peu de la carretera N-230, a una altitud de 1.555,6 metres.

## Geografia

### Cims, serres i colls
En el sentit de les agulles del rellotge, començant en el punt més al nord, es troben els següents elements geogràfics:

#### Vessant septentrional (N)
La Sèrra de Fontfreda separa la conca mediterrània de la vall de Conangles de la conca atlàntica de la vall d'Aran geogràfica. En sentit est-oest, els cims principals són el Tuc de Sarrahèra de 2.634 metres, la Tuca Blanca de Fontfreda de 2.475 metres d'altitud i el Tuc deth Pòrt de Vielha, pic amb un altitud de 2.605 metres.

#### Vessant oriental (E)

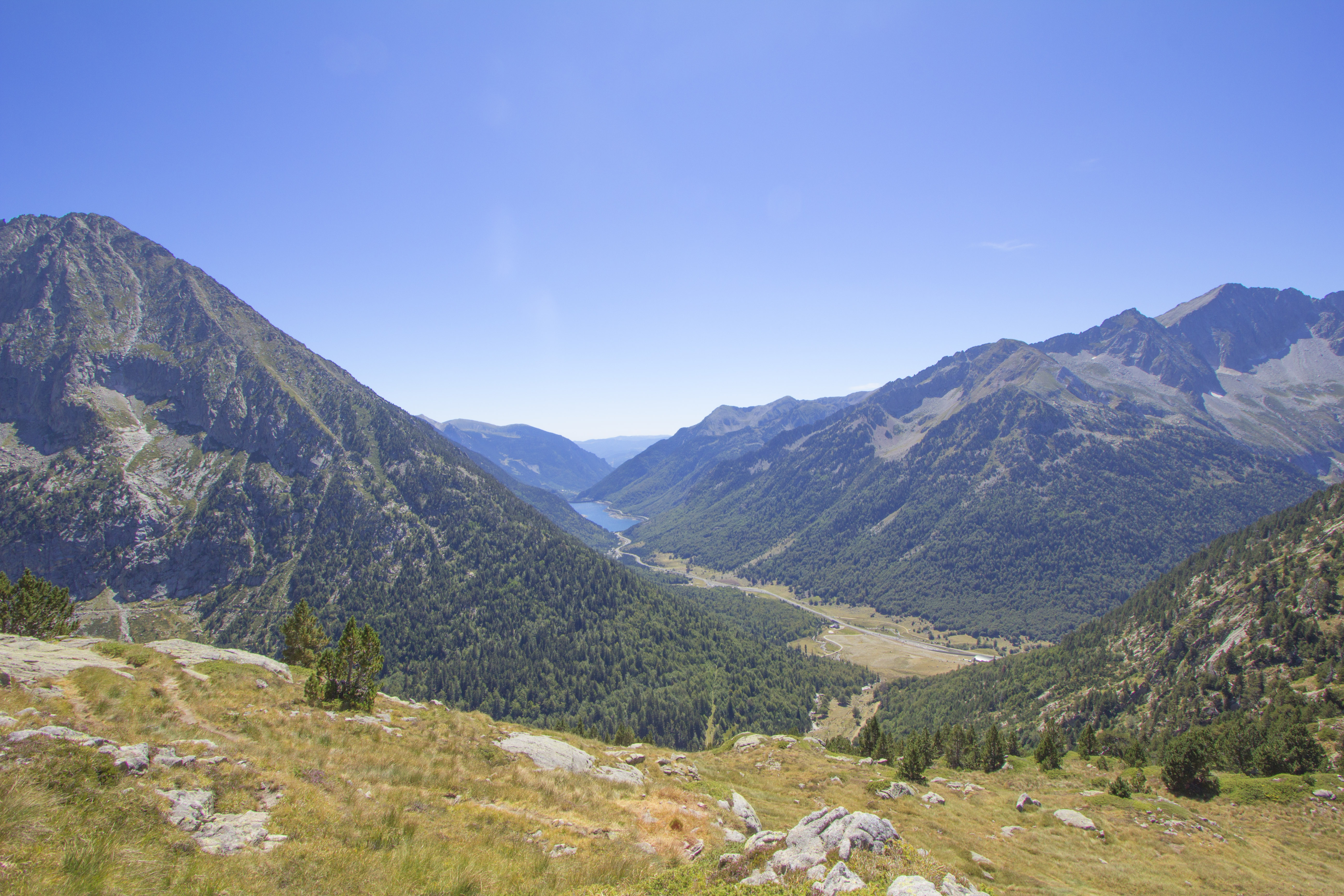
Peus de la vall de Conangles. A l'esquerra, el Tuc de Contesa

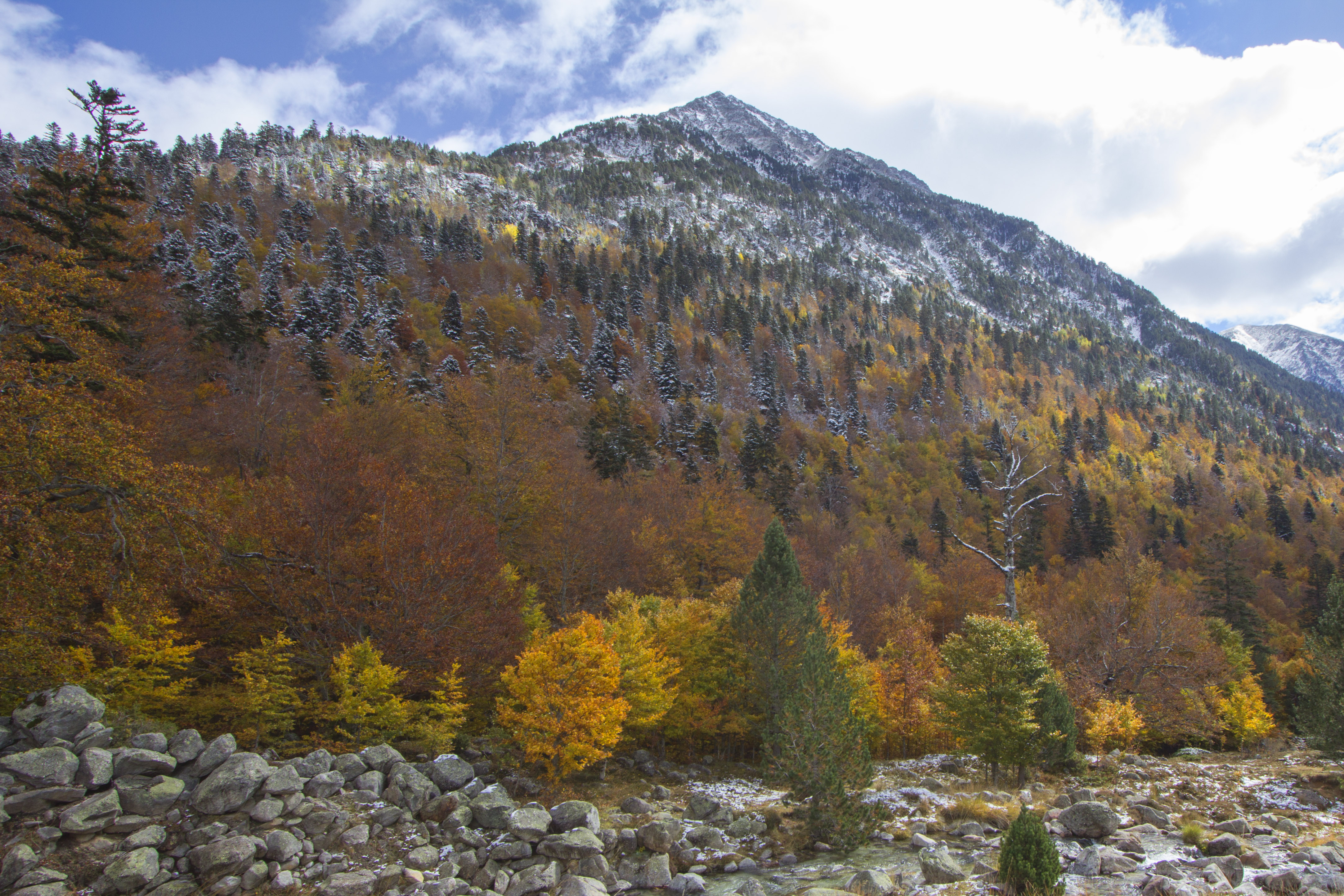
Tuc i Bosc de Contesa

Separa la vall de Conangles de la capçalera de la vall de Rius i el Circ de Tòrt; aquestes dues valls estan situades al vessant atlàntic dels Pirineus. En direcció nord-sud, els accidents geogràfics més rellevants són els següents:
- Tuc de Lac Redon, pic de 2.564 metres d'altitud.
- Coret deth Lac Redon, coll de muntanya que comunica la vall de Rius amb la vall de Conangles. El pas es fa a una altura de 2.450 metres.
- Pòrt de Rius. Es la principal entrada a la vall de Conangles procedent de la vall de Rius. Hi passa el sender GR-11, que recorre els Pirineus pel vessant sud, i permet accedir al refugi de la Restanca.
- Tuc de Tòrt, cim de 2.656,7 metres.
- Tuc de Conangles, cim de 2.784 metres d'altitud.
- Coth de Conangles, pas de muntanya.
- Tuc des Estanhets, cim de 2.887 metres.

#### Vessant meridional (S)
La serra del Molar Gran separa la vall de Conangles de la vall de Besiberri. El Molar Gran és una serra crestejada, que s’inicia al Tuc des Estanhets a l’est, continua per les Colhadetes de Conangles, enforcadura  situada als 2.685 metres d'altitud i finalitza al Tuc de Contesa, cim de 2.780 metres. A partir d’aquest punt, la serra passa a anomenar-se Molar Xic i perd alçària de forma ràpida fins a arribar a la llera de la Noguera Ribagorçana.

#### Vessant occidental (O)
La vall de Conangles desemboca a vall de la Noguera Ribagorçana, on es troba la carretera N-230 en el punt d'entrada a la boca sud del túnel de Viella. Destaca també la presència del refugi de Conangles, un heliport i l'edifici de Centre de Recerca d'Alta Muntanya de la Universitat de Barcelona, així com s'hi trobava un hostal, anomenat Hospital de Viella, que era el lloc on històricament acollien els viatgers que anaven cap a la Vall d'Aran, i que actualment (2020) encara dona servei. A l'altre cantó de la carretera, a l'oest, es troba la vall de Molières.

### Estanys i Rius
A la vall es troben dos estanys, ambdós situats a cotes altes: el Redon, estany de grans dimensions, situat al sud de la sèrra de Fontfreda a 2.234 metres d'altitud, i el petit estanyol de Conangles, ubicat al peu del Tuc des Estanhets a una alçària de 2.450 metres. La vall és dividida en dos pel riu Ribera de Sant Nicolau, alimentat per nombrosos torrents i que desguassa per l'esquerra al Noguera Ribagorçana.

## Excursions i travesses

### Refugi de Conangles
La vall de Conangles permet realitzar múltiples excursions i travesses en qualsevol època de l'any, i el refugi de Conangles, guardat durant l'estiu, permet pernoctar amb comoditat. Està ubicat a preu de carretera N-230, i s'hi pot accedir per transport públic servit per l'empresa Alsina Graells.

### Senderisme
És l'activitat més popular que es fa a la vall de Conangles, encara que la seva pràctica està limitada als mesos on l'absència de neu ho permet. Hi ha diverses rutes ja establertes. La principal és la que puja des de l'Hospital de Viella fins al Port de Rius, amb una desviació cap el Lac Redon; una altra va de l'Hospital de Viella cap al sud, per dintre del Bosc de la Contesa, anant a buscar els peus de la vall de Besiberri.

#### GR-11
El GR-11 és un sender de gran recorregut que recorre els Pirineus des del Cantàbric a la Mediterrània pel seu vessant sud. El sender ve de l'oest des del refugi Cap de Llauset fins al refugi de Conangles. Sortint d'aquest refugi cap a l'est es troba el refugi de la Restanca, un cop havent ascendit el Port de Rius.

### Esquí de muntanya i raquetes
El 19 d'abril de l'any 2009 el Centre Excursionista de Catalunya hi va celebrar el 51è Ral·li d'esquí de muntanya.
La vall de Conangles té forts desnivells i una exposició a les allaus que de vegades és considerable. En el mes de març de l'any 2018 dues persones van morir i una tercera fou ferida de gravetat per una allau quan pujaven al Lac Redon.

## Bosc de Contesa

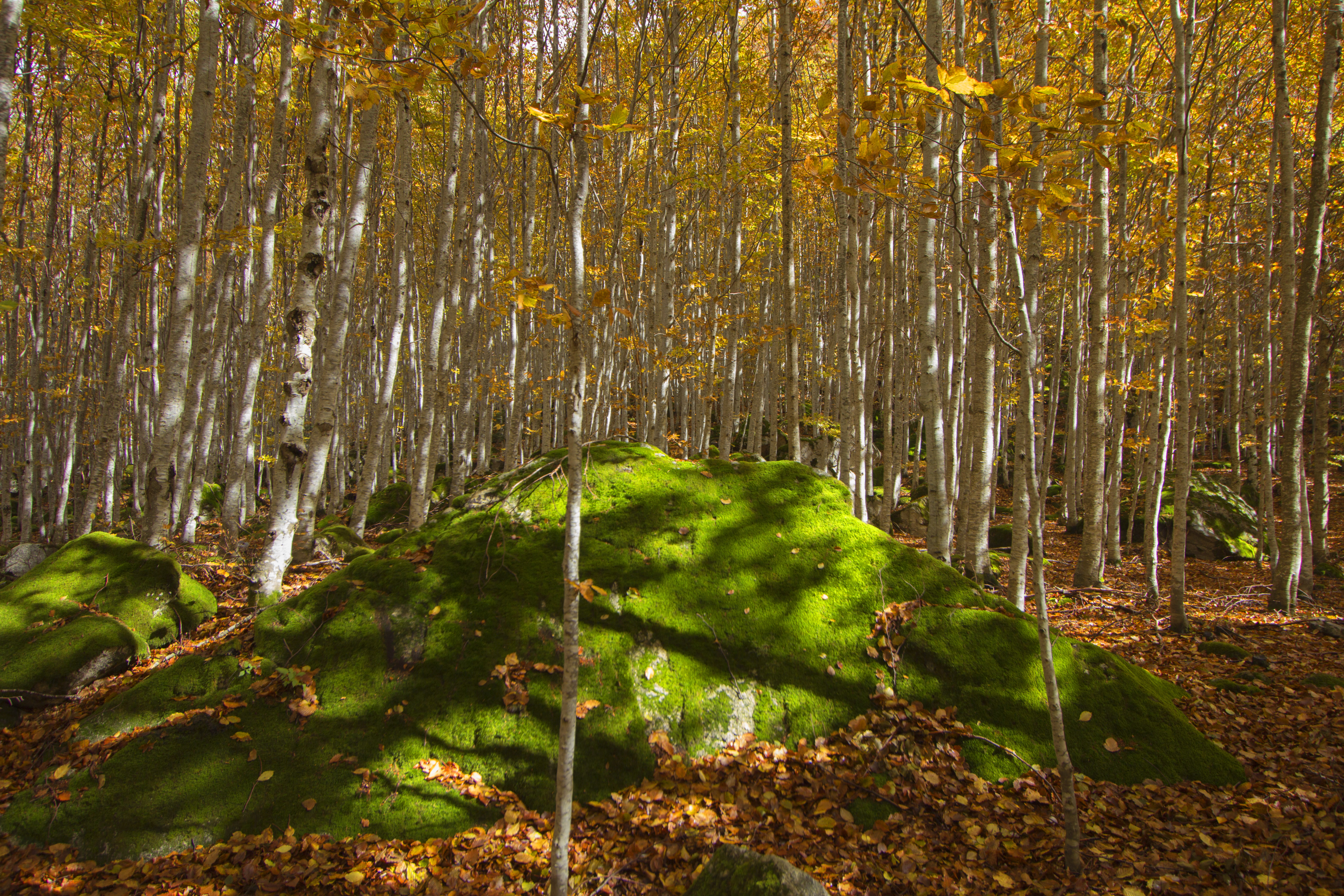
Faigs al bosc de Contesa

El bosc de Contesa o de Conangles s'estén des del riu Ribera de Sant Nicolau fins al riu Barranc de Besiberri, el qual creua la vall homònima. El límit superior del bosc es troba entre els 1.800 i 2.000 metres d'altitud. És un bosc mixt de faig (Fagus sylvatica) i avet blanc (Abies alba), ), propi de vessants obacs, frescos i humits, i en constitueix un dels més importants d'aquest tipus de la península Ibèrica. En les parts menys obagues hi apareixen el pi negre (Pinus mugo) i la moixera de guilla (Sorbus aucuparia).
També s'hi troben la reina dels boscos (Galium odoratum), l'el·lèbor verd (Helleborus viridis) i el joliu (Scilla lilio-hyacinthus), que és tòxic.